# Arizona State Capitol
Das Arizona State Capitol in Phoenix, Arizona, Vereinigte Staaten, beherbergte früher die Legislative des Territoriums und des Bundesstaates, sowie verschiedene Büros der Exekutive. Diese wurden auf umliegende Gebäude verlegt und das Gebäude dient nun als Arizona Capitol Museum.

## Ausstellungen
Die Ausstellungen im Arizona Capitol Museum zeigen die Geschichte und die Kultur Arizonas von den Anfangstagen bis heute. Die Themen umfassen die Staatssymbole Arizonas, historische Figuren, Naturgeschichte, die Rolle des Staates und der Geschichte von Arizonas Ernennung zum Bundesstaat, die Arizona, und Fotografien von Edward S. Curtis.

## Geschichte
Das Gebäude wurde im Rahmen der Bemühungen gebaut, die zeigen sollten, dass das Arizona-Territorium bereit war Bundesstaat zu werden. Der Architekturwettbewerb wurde von James Riely Gordon gewonnen, dessen Entwurf auf einem gescheiterten Vorschlag für das Mississippi State Capitol basierte. Nach dem Originalentwurf sollte das Kapitol viel größer werden, und eine markantere Rotunde und zwei große Seitenflügel für die beiden Häuser der Gesetzgebung beinhalten. Aufgrund fehlender Mittel musste das Gebäude kleiner ausfallen. In der Darstellung des Staatssiegel im Boden der Eingangshalle fehlt die Kuh, da bei der Herstellung des Mosaiks ein Fehler gemacht wurde.
Der erste Spatenstich wurde 1898 vorgenommen und das Gebäude wurde 1901 eröffnet. 1918 und 1938 wurden Anbauten im gleichen Baustil an der Westseite errichtet, wodurch sich die Nutzfläche von 3.700 m² auf 11.400 m² erhöhte. Bis zur Fertigstellung der benachbarten Gebäude im Jahr 1960 war das Gebäude der Sitz von Senat und Repräsentantenhaus. Der Gouverneur hatte hier bis 1974 sein Büro, dann wurde der Büroturm der Regierung fertiggestellt. Der Staat träumte zu der Zeit von einer Umwandlung des Gebäudes in ein Museum für die Geschichte Arizonas. Nach einer Restaurierung wurde es 1981 als Museum eröffnet und wird heutzutage von über 60.000 Besuchern besichtigt. In den 1990ern wurden 3 Mio. USD gespendet und die Räumlichkeiten wurden in ihren Originalzustand zurückversetzt. Da es wieder finanzielle Engpässe gab, wurden die Arbeiten bei einigen Räumen im 4. Stock gestoppt und sie blieben unvollendet. Das Gebäude steht im National Register of Historic Places.

## Architektur

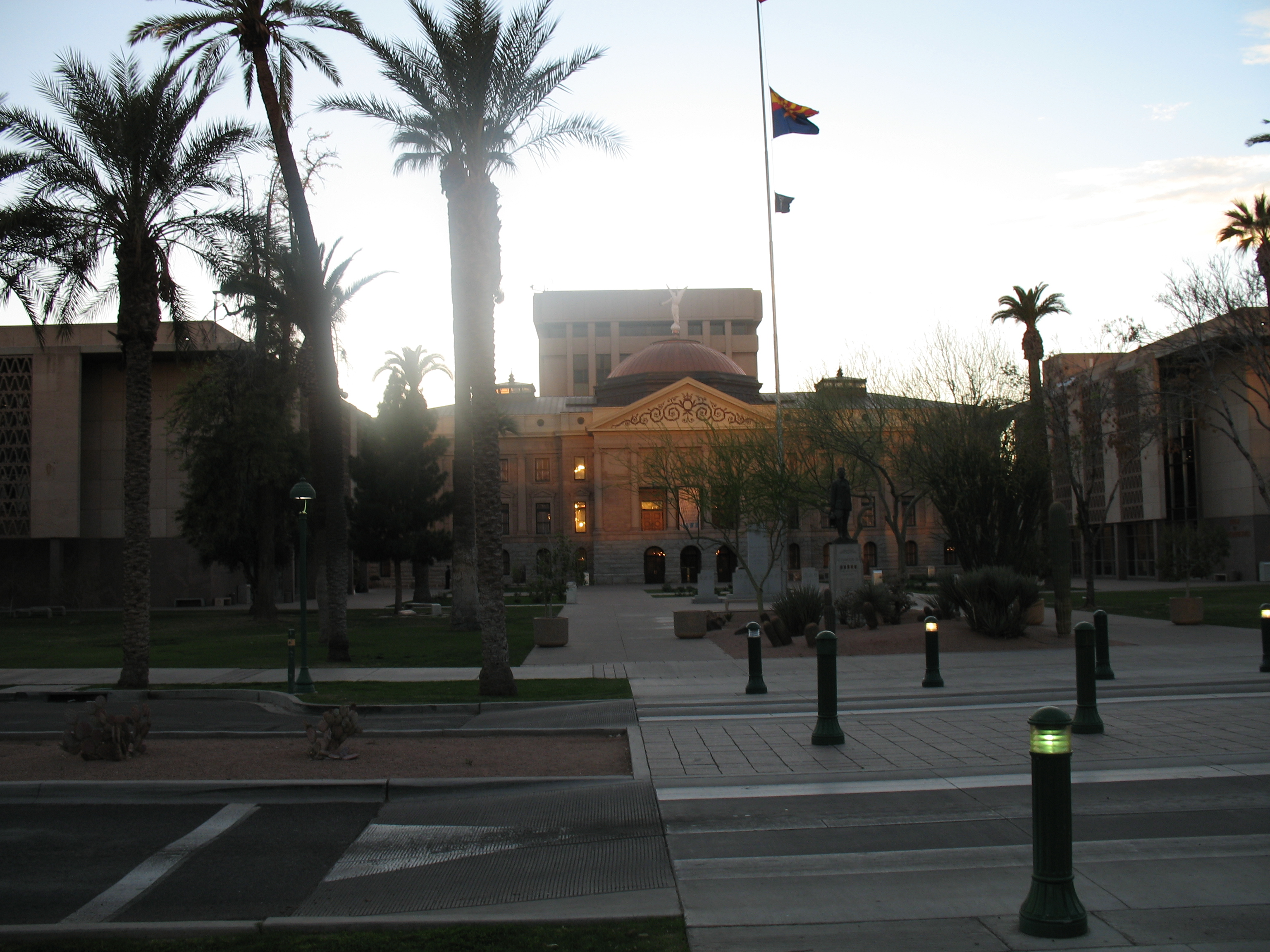
Blick von Osten bei Sonnenuntergang (2007)

Das Gebäude wurde weitestgehend aus einheimischen Materialien erstellt, z. B. Granit und der Kupferkuppel. Das Design ist für die Wüstenklima Arizonas optimiert, mit dicken Wänden aus Mauerwerk, die den Innenraum isolieren, Oberlichtern, und runden Fenstergaden, die die Wärme von den Plenarsälen der Kammern fernhalten. Das Gebäude ist mit einer Windfahne gekrönt, die der Nike von Samothrake ähnelt und durch ein Oberlicht aus der Rotunde zu sehen ist.

## Umgestaltung des Kapitolkomplexes
Aufgrund der stark zunehmenden Bevölkerung Arizonas ist der Kapitolkomplex zunehmend überfüllt. Die Gebäude von Senat und Repräsentantenhaus befinden sich in einem schlechten Bauzustand. Im Senatsgebäude gibt es ständig Probleme mit den Sanitäranlagen und gelegentlich überschwemmt ein Rohrbruch das gesamte Gebäude. Das Kapitolsgebäude selbst wird nun ausschließlich als Museum benutzt. Von den 60.000 Besuchern jährlich sind über 30.000 Schulkinder. Daber hinaus sind viele Beschwerden aufgekommen, dass die Gebäude von Senat und Repräsentantenhaus, sie werden mit großen Bunkern verglichen, die schöne Ansicht des Kapitols verschandeln. Eine Arbeitsgruppe, die 2007 vom Kongress eingesetzt wurde, berichtet, dass der Komplex den heutigen Bedürfnissen "kaum" angemessen ist und das dieser "völlig" unzureichend für die zukünftigen Bedürfnisse des Staates ist.  Als Ergebnis hieraus kommen nun Forderungen auf, dass das Kapitol renoviert oder umgebaut wird, damit es der heutigen Größe Arizonas und dessen Erbe und Kultur gerecht wird und auch die Bedürfnisse der Regierung befriedigen kann.
Jüngste Vorschläge fordern den Umzug von einigen Büro- und Besprechungräumen in das Kapitol, während ein Teil weiterhin als Museum dient. Für die Gebäude von Senat und Repräsentantenhaus wird entweder eine drastische Renovierung und Erweiterung oder der komplette Abbruch und Neubau neuer Gebäude vorgeschlagen. Eine aktuelle Studie der Arizona State University fordert eine umfassende Neugestaltung des gesamten Komplexes und legt eine Planung dafür vor.